# Eddie Cibrian
Edward Carl "Eddie" Cibrian (n. 16 iunie 1973, Burbank, California, SUA) este un actor american.
Este cel mai cunoscut pentru rolul lui Cole Deschanel din serialul Sunset Beach, serial care i-a adus notorietate ca actor în anii 1990. A apărut în numeroase filme și seriale TV,  cum ar fi ca Russell Varon în serialul Invasion, Jimmy Doherty în Third Watch sau ca Jesse Cardoza în CSI: Miami.

## Filmograpfie

### Filme
| An   | Titlu                              | Rol              | Note |
| ---- | ---------------------------------- | ---------------- | ---- |
| 1998 | Living Out Loud                    | The Masseur      |      |
| 1999 | But I'm a Cheerleader              | Rock             |      |
| 2000 | In the Beginning                   | Joseph           |      |
| 2001 | Say It Isn't So                    | Jack Mitchelson  |      |
| 2005 | The Cave                           | Tyler McAllister |      |
| 2009 | Not Easily Broken                  | Brock Houseman   |      |
| 2010 | Healing Hands aka Working Miracles | Buddy            |      |
| 2012 | Good Deeds                         | John             |      |
| 2013 | The Best Man Holiday               | Brian McDonald   |      |
| 2013 | Playing Father                     | Clay Allen       |      |
| 2014 | Tyler Perry's The Single Moms Club | Santos           |      |

### Televiziune
| An        | Titlu                                | Rol                         | Note                |
| --------- | ------------------------------------ | --------------------------- | ------------------- |
| 1993      | Saved by the Bell: The College Years | Janitor                     | 1 episod            |
| 1994–96   | The Young and the Restless           | Matt Clark                  | ? episoade          |
| 1995      | CBS Schoolbreak Special              | Tough guy                   | 1 episod            |
| 1996      | Beverly Hills, 90210                 | Casey Watkins               | 1 episod            |
| 1996      | Sabrina, the Teenage Witch           | Darryl și în rolul său      | 2 episoade          |
| 1996–97   | Baywatch Nights                      | Griff Walker                | 26 de episoade      |
| 1997–99   | Sunset Beach                         | Cole Deschanel/Cole St.John | 369 episodes        |
| 1998      | Sunset Beach: Shockwave              | Cole Deschanel              | Film TV             |
| 1998      | Logan's War: Bound by Honor          | Logan Fallon                | Film TV             |
| 1998-2001 | 3Deep                                | Eddie                       | boy band            |
| 1999–2005 | Third Watch                          | Jimmy Doherty               | 80 episoade         |
| 2000      | In the Beginning                     | Joseph                      | Film TV             |
| 2001      | Citizen Baines                       | Curtis Daniel               | 1 episod            |
| 2003      | The Street Lawyer                    | Michael Brock               | Pilot TV nevândut   |
| 2005      | Tilt                                 | Edward "Eddie" Towne        | 9 episoade          |
| 2005–06   | Invasion                             | Russell Varon               | 22 episoade         |
| 2006      | Vanished                             | Agent Daniel Lucas          | 7 episoade          |
| 2007      | Football Wives                       | Jason Austin                | Pilot TV netransmis |
| 2007      | Criminal Minds                       | Joe Smith                   | 1 episod            |
| 2007      | Dirty Sexy Money                     | Sebastian Fleet             | 1 episod            |
| 2007      | Samantha Who?                        | Kevin                       | 1 episod            |
| 2008      | Ugly Betty                           | Coach Diaz                  | 7 episoade          |
| 2008      | The Starter Wife                     | Detective Eddie La Roche    | 3 episoade          |
| 2009      | Northern Lights                      | Nate Burns                  | Film TV             |
| 2009      | Washington Field                     | SA Tommy Diaz               | Pilot TV            |
| 2009–10   | CSI: Miami                           | Jesse Cardoza               | 25 de episoade      |
| 2010      | Healing Hands                        | Buddy Hoyt                  | Film TV             |
| 2010      | Chase                                | Bounty Hunter Ben Crowley   | 3 episoade          |
| 2011      | The Playboy Club                     | Nick Dalton                 | 7 episoade          |
| 2012      | Rizzoli & Isles                      | Dennis Rockmond             | 2 episoade          |
| 2012-     | Tyler Perry's For Better or Worse    | Chris                       | 3 episoade          |
| 2012      | Hot in Cleveland                     | (Fireman) Sean              | 2 episoade          |
| 2013      | Notes From Dad                       | Clay Allen                  | Film TV             |
| 2014      | LeAnn & Eddie                        | Rolul său                   | Show-Reality TV VH1 |

## Legături externe
- Eddie Cibrian la Internet Movie Database
- Eddie Cibrian Arhivat în 28 ianuarie 2015, la Wayback Machine. at VH1
- http://www.cinemagia.ro/actori/eddie-cibrian-12700/